# Roberto Vittori
Roberto Vittori (* 15. Oktober 1964 in Viterbo, Italien) ist ein ehemaliger italienischer Astronaut und Testpilot sowie Kunstflieger der italienischen Luftstreitkräfte.

## Militärische Laufbahn
Roberto Vittori ist Generale di Brigata Aerea (Brigadegeneral) der italienischen Luftstreitkräfte und Mitglied der Kunstflugstaffel Frecce Tricolori. Er schloss 1989 die italienische Accademia Aeronautica ab und wurde weiter in den USA ausgebildet. Er flog das Kampfflugzeug Tornado in den italienischen Luftstreitkräften, bevor er seinen Abschluss im Jahr 1995 an der United States Naval Test Pilot School auf der Naval Air Station Patuxent River, Maryland machte. Danach diente er am italienischen Testzentrum als Pilot zur Entwicklung des Eurofighters. Er hat über 2500 Flugstunden in mehr als vierzig verschiedenen Flugzeugen wie F-104 Starfighter, Panavia Tornado, McDonnell Douglas F/A-18, AMX, Dassault Mirage 2000, Aeritalia G 222 und Piaggio P.180 absolviert.

## Raumfahrerlaufbahn
Roberto Vittori wurde im Jahr 1998 von der italienischen Weltraumagentur ASI als Astronaut ausgewählt.

### MissionMarco Polo– Sojus TM-34/TM-33
Vom 25. April bis zum 5. Mai 2002 flog Roberto Vittori mit Sojus TM-34 zur Internationalen Raumstation (ISS) unter einer Vereinbarung zwischen der russischen Rosaviakosmos, der italienischen Raumfahrtbehörde ASI und der ESA.

### MissionEneide– Sojus TMA-6/TMA-5
Am 15. April 2005 flog Roberto Vittori ein zweites Mal zur ISS, diesmal mit Sojus TMA-6 und kam am 24. April in Sojus TMA-5 zur Erde zurück.
An Bord der Sojus-TMA-6 befand sich das Gemälde Single Mona Lisa (1:1) des deutsch-russischen Künstler George Pusenkoff. Roberto Vittori erstellte Fotos und Videos des Werks auf der Internationalen Raumstation und brachte das Werk wieder mit zurück zur Erde.
Roberto Vittori war der erste Westeuropäer, der zweimal die ISS besucht hat.

### MissionDAMA– STS-134

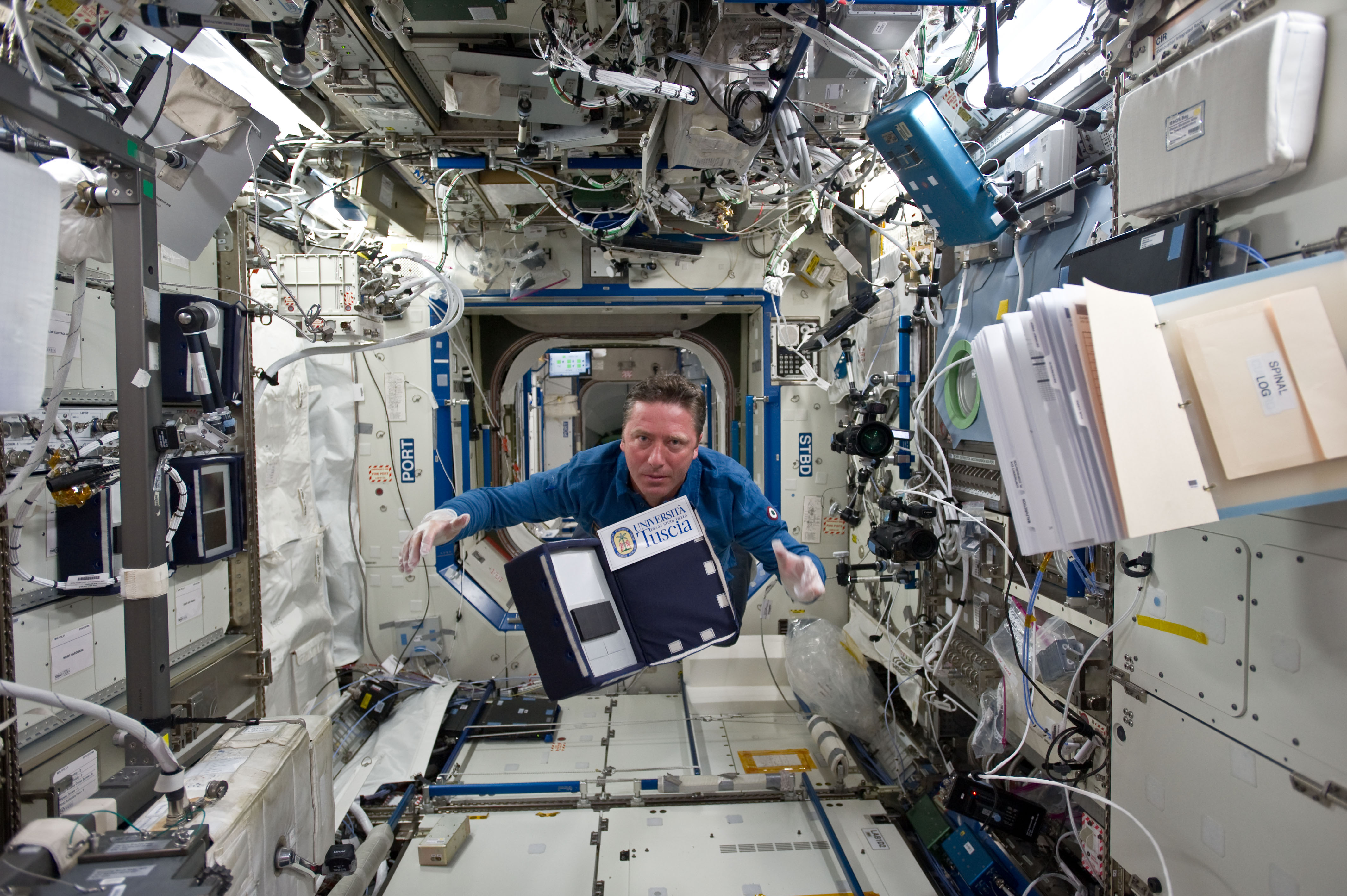
Roberto Vittori an Bord der Internationalen Raumstation im Modul Destiny am 19. Mai 2011 während der Mission STS-134.

Vittoris dritter Raumflug war die Mission STS-134 mit dem US-amerikanischen Space Shuttle. Der Start zu dieser letzten Mission der Raumfähre Endeavour fand am 16. Mai 2011 statt, die Landung am 1. Juni 2011. Der Name der Mission ist eine Abkürzung für „DArk MAtter“ (engl. für „dunkle Materie“), in Anspielung auf den Alpha-Magnet-Spektrometer AMS-2, der die Hauptnutzlast der Mission war. Der Name wurde von einem Schüler gewählt. Vittori war während der Mission für die Steuerung des Roboterarms des Space Shuttles zuständig, er trug daher die Bezeichnung AR-1. Er manövrierte den 7 Tonnen schweren AMS-2 aus der Nutzlast-Kammer des Shuttle, bis der Roboterarm der ISS, Canadarm2, diesen in die finale Position brachte. Außerdem überprüfte er den Hitzeschild des Space Shuttles im Orbit mit dem Arm auf Beschädigungen, ein Routineablauf zum sicheren Wiedereintritt in die Atmosphäre.
Vittori war vor Paolo Nespoli auch der erste Westeuropäer, der dreimal zur ISS flog, und die letzte Person ohne amerikanische Staatsbürgerschaft, die mit dem Space Shuttle flog.

### Weitere Tätigkeiten für die ESA
Am 7. April 2022 gaben das deutsche Zentrum für Luft- und Raumfahrt DLR und die ESA bekannt, dass Roberto Vittori in einem Simulator in Oberpfaffenhofen eine von einem Astronauten kontrollierte Landung auf dem Mond getestet habe. Der Versuchsaufbau soll bei der Entwicklung europäischer Kapazitäten helfen. Vittori steuerte dabei eine Kapsel, die an einem Roboterarm hing; dadurch sollen Bewegungen der Kapsel realistischer simuliert werden.

## Zusammenfassung
| Nr. | Mission                 | Funktion           | Flugzeitraum        | Flugdauer   |
| --- | ----------------------- | ------------------ | ------------------- | ----------- |
| 1   | Sojus TM-34/Sojus TM-33 | Bordingenieur      | 25.04. – 05.05.2002 | 9d 21h 25m  |
| 2   | Sojus TMA-6/Sojus TMA-5 | Bordingenieur      | 15. – 24.04.2005    | 9d 21h 22m  |
| 3   | STS-134                 | Missionsspezialist | 16.05. – 01.06.2011 | 15d 17h 39m |

## Ehrungen
- Orden der Fliegerischen Tapferkeit in Gold (Medaglia d'Oro al Valore Aeronautico), verliehen am 6. Dezember 2002 durch den italienischen Präsidenten Carlo Azeglio Ciampi.[12]

- Komtur des Verdienstordens der Italienischen Republik (Commendatore dell'Ordine al Merito), verliehen auf Initiative des italienischen Präsidenten Ciampi am 3. Mai 2005.[13]

- Am 24. Juni 2002 wurde der Asteroid (37022) Robertovittori nach ihm benannt.[14]